# Gigantes tecnológicos

Los cinco grandes. De izquierda a derecha: Alphabet (Google), Amazon, Apple, Meta (Facebook) y Microsoft.

Los gigantes tecnológicos (también referidos como: las grandes tecnológicas, o GAFAM) es un término colectivo que se refiere a las mayores empresas tecnológicas. En los Estados Unidos, comúnmente hace referencia a las cinco empresas dominantes—Alphabet, Amazon, Apple, Meta y Microsoft—a menudo llamadas las "Cinco Grandes". Una agrupación ampliada, a veces denominada los "Siete Magníficos", incluye a Nvidia y Tesla. El concepto de Big Tech también puede extenderse a las principales empresas tecnológicas chinas—Baidu, Alibaba, Tencent y Xiaomi—conocidas colectivamente como BATX.

## Historia
En el siglo XX, IBM y Microsoft dominaron la industria de TI. Después de que la burbuja puntocom destruyera la mayor parte del índice bursátil Nasdaq Composite, las empresas tecnológicas emergentes que sobrevivieron expandieron su participación de mercado y se volvieron dominantes en sus mercados. El término Big Tech comenzó a aparecer alrededor de 2013, cuando algunos economistas especularon que la falta de regulación podría conducir a un poder de mercado concentrado. El término Big Tech se hizo popular tras la investigación sobre la interferencia rusa en las elecciones estadounidenses de 2016, porque el acceso a una gran cantidad de datos permitía a las empresas tecnológicas influir en sus usuarios. El concepto de Big Tech es similar a cómo las compañías petroleras más grandes fueron llamadas Big Oil después de la crisis energética de los años 1970, y los productores de cigarrillos más grandes fueron llamados Big Tobacco, cuando el Congreso intentó regular esas industrias. También es similar a cómo, a principios del siglo XXI, los medios de comunicación tradicionales quedaron dominados por un pequeño número de corporaciones llamadas Grandes Medios o Gigantes de los Medios.
Los gigantes de la tecnología han reemplazado a los gigantes de la energía como Exxon Mobil, BP, Gazprom, PetroChina y Royal Dutch Shell de la primera década del siglo XXI en la parte superior del índice bursátil NASDAQ. También han superado a las grandes empresas de medios tradicionales como Disney, AT&T y Comcast ("Big Media") en un factor de 10. En 2017, las cinco mayores empresas de tecnología estadounidenses tenían una valoración combinada de más de 3,3 billones de dólares y representaban más del 40 por ciento del valor del Nasdaq 100.

## Compañías

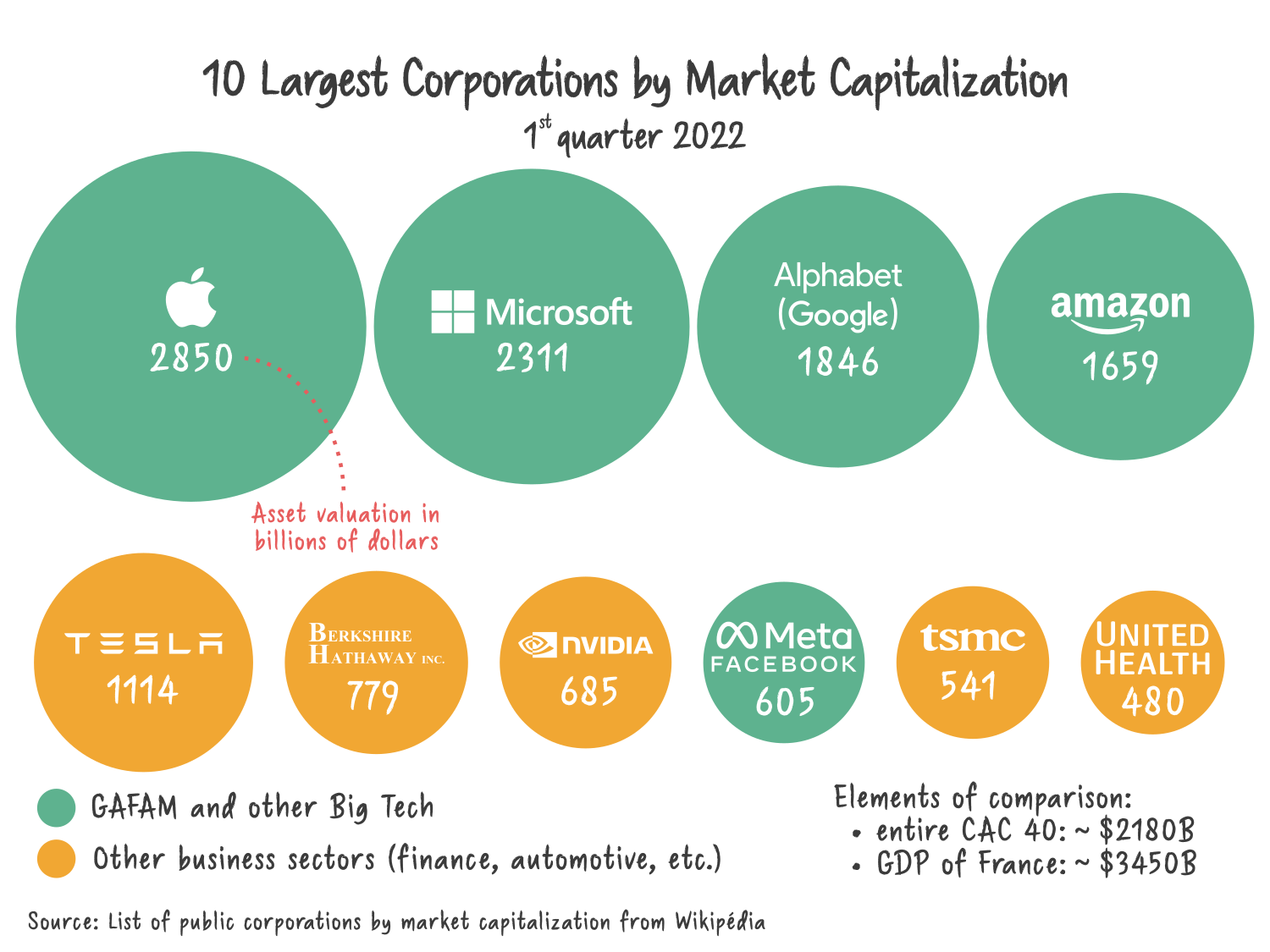
Las corporaciones más grandes por capitalización de mercado con las "Cinco Grandes" empresas tecnológicas en verde

#### Alphabet
Alphabet es la empresa matriz de Google, que opera varios de los servicios de Internet más utilizados del mundo. A partir de 2024, Google es el principal proveedor de publicidad en línea (Google Ads), búsqueda web (Google Search), intercambio de videos (YouTube), correo electrónico (Gmail), navegadores web (Google Chrome), mapas web (Google Maps y Waze), sistemas operativos móviles (Android) y almacenamiento en la nube (Google Drive). Su división de computación en la nube, Google Cloud Platform, ocupa el tercer lugar en participación de mercado global, detrás de Amazon Web Services y Microsoft Azure. A Google y Meta se les suele denominar un duopolio de publicidad digital. La publicidad representó el 82% de los ingresos de Google en 2021.
Alphabet participa en varias iniciativas de investigación y desarrollo en campos de tecnología emergente, incluida la inteligencia artificial, la computación cuántica y los vehículos autónomos. En 2019, Google anunció que su procesador Sycamore había alcanzado la supremacía cuántica. En 2021, Waymo, filial de Alphabet, lanzó servicios públicos de robotaxi en Estados Unidos.
Alphabet alcanzó una capitalización de mercado de $1 billones por primera vez en enero de 2020, convirtiéndose en la cuarta empresa estadounidense en hacerlo.

#### Amazon
Amazon es una de las mayores empresas de comercio electrónico a nivel mundial y opera varias otras líneas de negocio, incluidas la computación en la nube, la transmisión digital y la inteligencia artificial. A partir de 2024, Amazon representa el 38% de la participación del mercado de comercio electrónico en los Estados Unidos. La división Amazon Web Services (AWS) de la empresa es una de las plataformas en la nube más utilizadas y ha generado la mayor parte de las ganancias operativas de Amazon desde 2014.
Amazon fue la segunda empresa estadounidense después de Apple en alcanzar una capitalización de mercado de 1 billón de dólares, haciéndolo brevemente en 2018 y nuevamente a principios de 2020. Cerró por encima de ese umbral por primera vez en abril de 2020. Aunque la valoración de Amazon cayó por debajo de 1 dólar billones a finales de 2022, se recuperó en 2023 y superó los 2 billones de dólares. billones en junio de 2024.

#### Apple
Apple diseña y vende productos electrónicos y software, incluidos el iPhone, las computadoras Mac y el Apple Watch. También ofrece servicios como App Store, iCloud y Apple Music. Apple y Google forman un duopolio de sistemas operativos móviles, donde iOS posee el 27% del mercado global y Android el 72%. 
En agosto de 2018, Apple se convirtió en la primera empresa estadounidense que cotiza en bolsa en alcanzar un valor de $1. capitalización de mercado de billones de dólares. Alcanzó los 2 dólares billones en agosto de 2020 y 3 dólares billones en enero de 2022, la primera empresa estadounidense en alcanzar cada uno de esos hitos. Apple cayó brevemente por debajo de los 2 dólares billones en enero de 2023, pero nuevamente cerró por encima de los 3 dólares billones más tarde ese mismo año.

#### Meta
Meta Platforms posee y opera los principales servicios de mensajería y redes sociales, incluidos Facebook, Instagram, WhatsApp, Messenger y Threads. Meta genera la mayor parte de sus ingresos a través de la publicidad, que representó el 97,8% de los ingresos totales en 2023.
La empresa ingresó al mercado de la realidad virtual con la adquisición de Oculus en 2014 y en 2021 cambió su nombre de Facebook, Inc. a Meta Platforms para reflejar un enfoque más amplio en el metaverso, un término que se refiere a entornos digitales creados en torno a tecnologías de realidad virtual y aumentada.

#### Microsoft
Microsoft desarrolla sistemas operativos de escritorio, software de productividad y servicios empresariales y en la nube. A partir de 2024, sus productos incluyen Microsoft Windows, la suite Microsoft Office (incluido Microsoft 365) y Microsoft Teams para la comunicación empresarial. Microsoft también es el segundo mayor proveedor de nube a través de Microsoft Azure, después de Amazon. También es propietaria de Microsoft Gaming, una de las empresas más grandes de la industria de los videojuegos.
Microsoft alcanzó un valor de $1 En abril de 2019, la capitalización de mercado de billones de dólares superó los 2 dólares. billones en junio de 2021, y en octubre de 2021 superó brevemente a Apple como la empresa estadounidense que cotiza en bolsa más valiosa.

#### Nvidia
Nvidia es una empresa de software y semiconductores sin fábrica que diseña y suministra unidades de procesamiento de gráficos (GPU), interfaces de programación de aplicaciones (API) para ciencia de datos y computación de alto rendimiento, y unidades de sistema en chip (SoC) para los mercados de computación móvil y automotriz. Nvidia es el proveedor dominante de hardware y software utilizado por los sistemas de inteligencia artificial.
Nvidia alcanzó un precio de $1billón de dólares en mayo de 2023, su capitalización de mercado era de un billón y, a finales de 2024, había superado a Amazon y Alphabet en valor de mercado. Posteriormente, Nvidia se convirtió en una de las empresas estadounidenses más valiosas que cotizan en bolsa, junto con Microsoft y Apple.

#### Tesla
Tesla es principalmente un fabricante de automóviles, lo que ha generado un debate sobre su categorización como empresa de tecnología. En 2022, Fortune incluyó a Tesla en su cobertura de las grandes tecnológicas, y The Washington Post comparó los vehículos Tesla con los iPhones en términos de integración con el ecosistema. Los críticos, incluidos los analistas de Business Insider, argumentan que Tesla debería clasificarse estrictamente como un fabricante de automóviles. Barron's reconoció la posición de Tesla como una empresa tecnológica, pero enfatizó que su modelo de negocios difiere del de las empresas de TI tradicionales. Parte de la razón para la inclusión de Tesla entre las empresas de tecnología proviene de sus inversiones en inteligencia artificial (IA), conducción autónoma y tecnologías robóticas. Tanto Yahoo Finance como Reuters han señalado que el rendimiento de las acciones de Tesla se ha desvinculado cada vez más de sus ventas de vehículos y está más estrechamente vinculado a sus ambiciones tecnológicas.
Tesla alcanzó por primera vez un valor de $1 capitalización de mercado de billones en octubre de 2021. Su valoración disminuyó durante la caída del mercado de valores de 2022, pasando de $1.3 billones en noviembre de 2021 a 495 mil millones de dólares para fines de 2022, incluida una pérdida del 40% solo en diciembre. La compañía volvió a superar los 1.000 dólares. valoración de un billón en noviembre de 2024, antes de una disminución a lo largo del primer trimestre de 2025.

#### Otras empresas estadounidenses
Varias otras empresas estadounidenses que cotizan en bolsa se asocian ocasionalmente con las grandes tecnológicas debido a su capitalización de mercado, el alcance de sus productos o su influencia cultural. Entre ellos se incluyen Adobe, Broadcom, IBM, Netflix, Oracle, Salesforce y Uber.

### Empresas asiáticas
El concepto de Big Tech también puede extenderse a las grandes empresas tecnológicas chinas: Baidu, Alibaba, Tencent y Xiaomi, conocidas colectivamente como BATX.  Más recientemente, se ha hablado de JD.com, Meituan, NetEase, SMIC y los fabricantes de automóviles BYD y Geely como miembros de un grupo ampliado. El desarrollador de TikTok ByteDance y el fabricante de drones DJI también han sido llamados Big Tech.
Fuera de China, también se ha hablado de la surcoreana Samsung y la taiwanesa TSMC como miembros de las grandes tecnológicas.

## Agrupaciones

#### Los Cuatro Grandes
A principios de la década de 2010, Alphabet, Amazon, Apple y Meta eran comúnmente conocidas como las Cuatro Grandes. También se les conocía como Los Cuatro, la Banda de los Cuatro y los Cuatro Jinetes. Eric Schmidt, Phil Simon y Scott Galloway agruparon a los Cuatro Grandes según su capacidad para generar cambios sociales. Sirven a miles de millones de usuarios, y pueden influir en el comportamiento de los usuarios y controlar grandes cantidades de datos de los mismos. Como tal, se les ha criticado por crear un nuevo orden económico llamado capitalismo de vigilancia. Según Simon y Galloway, esto los distingue de otras grandes empresas tecnológicas como Microsoft e IBM.  
En 2011, el presidente ejecutivo de Google, Eric Schmidt, excluyó a Microsoft del grupo, afirmando: «Microsoft no está impulsando la revolución del consumo en la mente de los consumidores». A finales de la década de 2010, el término «Cuatro Grandes» perdió popularidad a medida que Microsoft cambió su estrategia comercial y aumentó su valor de mercado, lo que llevó a su inclusión generalizada entre las otras cuatro y a la designación de «Cinco Grandes».

#### Cinco grandes
Alphabet, Amazon, Apple, Meta y Microsoft son conocidas como las cinco grandes empresas tecnológicas. Se encuentran entre las empresas públicas más valiosas. En 2020, las Cinco Grandes ocuparon el segundo lugar entre las empresas públicas más valiosas del mundo, detrás de Saudi Aramco. En agosto de 2020, las Cinco Grandes representaban casi una cuarta parte del S&P 500. En marzo de 2023, Apple y Microsoft representaban el 13 por ciento del S&P 500. Las Cinco Grandes se encuentran entre los empleadores más prestigiosos del mundo.
En el siglo XXI, las cinco grandes empresas tecnológicas superaron la capitalización de mercado de las grandes compañías petroleras históricamente dominantes: BP, Chevron, ExxonMobil y Shell. En 2019, Jason Whittaker afirmó que también superaron a las grandes empresas de medios como Comcast, Disney y Warner Bros. Discovery por un factor de 10. En 2017, los Cinco Grandes tuvieron un valor combinado de más de $3.3 billones, y representaban casi la mitad del Nasdaq-100.

#### Los siete magníficos
Un grupo más amplio, conocido como los Siete Magníficos, agrega a Nvidia y Tesla a los Cinco Grandes, basándose en sus contribuciones sustanciales al índice S&P 500 desde 2022. En 2023, el grupo fue responsable de casi dos tercios del aumento del 24% del S&P 500. Los Siete Magníficos generaron un retorno de la inversión del 107% ese año, un desempeño que los analistas atribuyeron al auge de la inteligencia artificial y a las expectativas de recortes en las tasas de interés por parte de la Reserva Federal.
En enero de 2024, el grupo representaba el 29% de la capitalización de mercado total del S&P 500. En febrero, cuando los Siete Magníficos se acercaban a una valoración combinada de 13 billones de dólares, el Deutsche Bank observó que la capitalización de mercado combinada del grupo excedía la de todas las empresas públicas de todos los países del G20, excepto China, Japón y los propios Estados Unidos.
A finales del segundo trimestre de 2024, Morgan Stanley estimó que los Siete Magníficos representaban el 31% de la valoración total del S&P 500. Algunos analistas expresaron su preocupación por que la extrema concentración del grupo pudiera desencadenar una recesión similar al colapso de las puntocom o incluso al crack de Wall Street de 1929. Otros argumentaron que las empresas podrían seguir superando a sus competidores gracias a las entradas sostenidas en los fondos indexados.
El 5 de agosto de 2024, los Siete Magníficos perdieron colectivamente un billón de dólares en valor de mercado al inicio del horario de negociación.
El término Los Siete Magníficos fue acuñado en mayo de 2023 por el estratega del Bank of America Michael Hartnett, en referencia a la película Western de 1960, y popularizado por Jim Cramer, el presentador de Mad Money de CNBC.

## Acrónimos
El término a menudo se divide en subgrupos más específicos, a los que se hace referencia con los siguientes nombres o siglas. Alphabet Inc., la empresa matriz de Google, a menudo se abrevia con una "G" en estos acrónimos.

### GAFA
Alphabet (Google), Amazon, Facebook y Apple se denominan comúnmente GAFA. También se les conoce coloquialmente como los Cuatro Grandes. El ex director ejecutivo de Google, Eric Schmidt, el autor Phil Simon y el profesor de la Universidad de Nueva York, Scott Galloway, han agrupado a las empresas de GAFA, basándose en que esas empresas han impulsado un cambio social importante a través de su dominio y función en las actividades en línea. Esto es diferente a otras grandes empresas tecnológicas como Microsoft e IBM, según Simon y Galloway. Eric Schmidt ha excluido a Microsoft del grupo, señalando que "Microsoft no está impulsando la revolución del consumidor en la mente de los consumidores".

### GAFAM, MAGMA o FAAMG
Una agrupación más inclusiva conocida como GAFAM, los Cinco Grandes o FAAMG, define a Alphabet, Amazon, Facebook, Apple y Microsoft como los gigantes tecnológicos. Además de Saudi Aramco, las empresas GAFAM son las cinco corporaciones públicas más valiosas del mundo, según se mide por capitalización de mercado. Nikos Smyrnaios justificó la agrupación GAFAM como un oligopolio que parece tomar el control de Internet al concentrar el poder de mercado, el poder financiero y el uso de los derechos de patente y los derechos de autor en un contexto de capitalismo. A veces, los Cinco Grandes se conocen como acciones de la FAAAM, donde las letras se reorganizan y Alphabet se abrevia con una "A" en lugar de una "G".
Luego de que en octubre de 2021 Mark Zuckerberg anunciara el cambio de nombre de la matriz Facebook a Meta (propietaria de Facebook, Instagram y Whatsapp) es de esperar que se comience a hablar de MAGMA o GAMAM para referirse a los cinco gigantes tecnológicos.

### FAANG
FAANG se refiere a las cinco empresas de tecnología estadounidenses prominentes: Facebook, Amazon, Apple, Netflix y Alphabet (GOOG). El término fue acuñado por Jim Cramer, el presentador de televisión de Mad Money de CNBC en 2013, y calificó a estas empresas de "totalmente dominantes en sus mercados". Hasta 2017, FANG se limitaba a Facebook, Amazon, Netflix y Alphabet. Otra variante de este acrónimo es FANGAM, que incluye a Microsoft.

## Causas
Smyrnaios argumentó en 2016 que cuatro características fueron clave en el surgimiento de GAFA: la teoría de la convergencia de medios y tecnologías de la información, financiarización, desregulación económica y globalización. Argumentó que la promoción de la convergencia tecnológica por parte de personas como Nicholas Negroponte hacía que pareciera creíble y deseable que Internet evolucionara hacia un oligopolio. La autorregulación y la dificultad de los políticos para comprender los problemas del software hicieron que la intervención gubernamental contra los monopolios fuera ineficaz. La desregulación financiera dio lugar a grandes márgenes de beneficio de GAFA (los cuatro, excepto Amazon, tenían márgenes de beneficio de entre el 20 y el 25 por ciento en 2014, según Smyrnaios).
Según Smyrnaios, la globalización ha permitido a GAFAM minimizar su carga fiscal global y pagar a los trabajadores internacionales salarios más bajos de lo que se requeriría en los Estados Unidos. Smyrnaios argumentó en 2016 que GAFA combina seis niveles verticales de energía, centros de datos, conectividad a Internet, hardware de computadora, incluidos teléfonos inteligentes, sistemas operativos, navegadores web y software a nivel de usuario, y servicios en línea. También habló de la concentración horizontal de poder, en la que diversos servicios como correo electrónico, mensajería instantánea, búsqueda en línea, descarga y transmisión se combinan internamente dentro de cualquiera de los miembros de GAFA. Por ejemplo, Google y Microsoft pagan para que sus motores de búsqueda web aparezcan en primer y segundo lugar en el iPhone de Apple.

## Investigaciones antimonopolio

### Estados Unidos
En 2019 y 2020, la industria de las grandes tecnologías se convirtió en el centro de atención antimonopolio del Departamento de Justicia de los Estados Unidos y la Comisión Federal de Comercio de los Estados Unidos, que incluyó solicitudes para proporcionar información sobre adquisiciones anteriores y prácticas potencialmente anticompetitivas. Algunos candidatos demócratas que se postulan a la presidencia propusieron planes para dividir las grandes empresas tecnológicas y regularlas como servicios públicos. "El papel de la tecnología en la economía y en nuestras vidas se vuelve más importante cada día", dijo el presidente de la FTC, Joseph Simons. "Como he señalado en el pasado, tiene sentido que examinemos de cerca los mercados de tecnología para garantizar que los consumidores se beneficien de una competencia libre y justa".
El Subcomité Judicial de la Cámara de los Estados Unidos sobre Derecho Antimonopolio, Comercial y Administrativo comenzó a investigar a las Big Tech sobre una base antimonopolio en junio de 2020 y publicó un informe en enero de 2021 en el que se concluía que Apple, Amazon, Facebook y Google operaban cada uno de manera antimonopolio que requiere algunos tipo de acción correctiva que podría implementarse mediante una acción del Congreso o mediante acciones legales tomadas por el Departamento de Justicia, incluida la opción de escindir estas empresas.

### Unión Europea

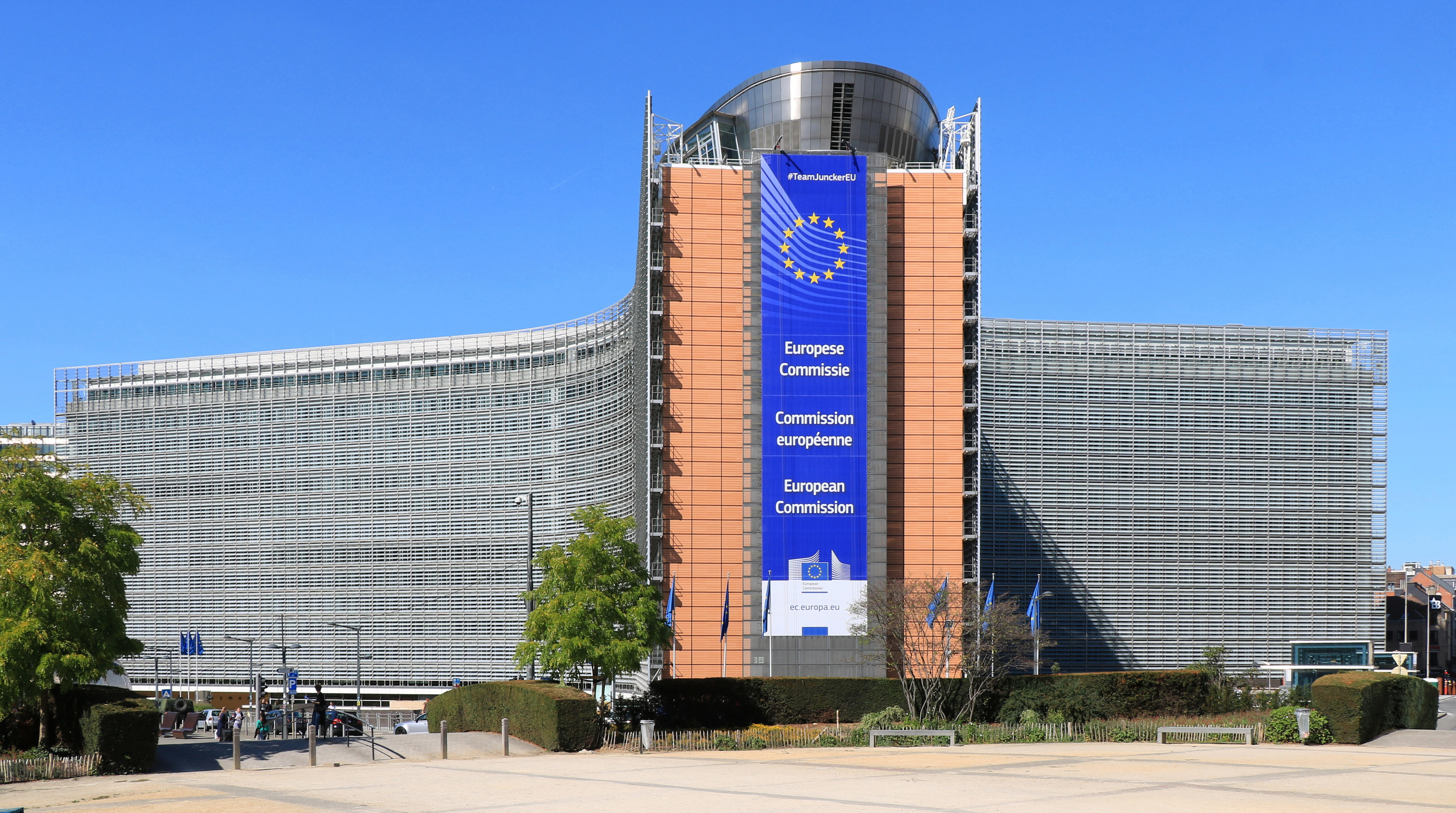
La Comisión Europea, que ha impuesto sanciones a varios de los gigantes de la alta tecnología.

En junio de 2020, la Unión Europea abrió dos nuevas investigaciones antimonopolio sobre prácticas de Apple. La primera investigación se centra en cuestiones que incluyen si Apple está utilizando su posición dominante en el mercado para reprimir la competencia utilizando sus servicios de transmisión de libros y música de Apple. La segunda investigación se centra en Apple Pay, que permite el pago mediante dispositivos Apple a proveedores tradicionales. Apple limita la capacidad de los bancos y otras instituciones financieras para utilizar la tecnología de radiofrecuencia de campo cercano de los iPhones.
Las multas son insuficientes para disuadir las prácticas anticompetitivas de los gigantes de la alta tecnología, según la comisaria europea de Competencia, Margrethe Vestager. El comisionado Vestager explicó que "las multas no funcionan. Y las multas no son suficientes porque las multas son un castigo por comportamiento ilegal en el pasado. Lo que también está en nuestra decisión es que tienes que cambiar para el futuro. Tienes que dejar de hacer lo que estás haciendo".

#### Francia
El 9 de mayo de 2019, el Parlamento de Francia aprobó una ley destinada a obligar a GAFA a pagar los derechos relacionados (la reutilización de cantidades sustanciales de texto, fotos o videos) a los editores y agencias de noticias de los materiales originales. La ley tiene como objetivo implementar el artículo 15 de la Directiva sobre derechos de autor en el mercado único digital de la Unión Europea. 

## Alternativas
Existen un grupo de sitios web, plataformas de redes sociales y proveedores de servicios de Internet que se consideran alternativas a las ofertas más convencionales. A menudo tienen políticas de moderación de contenido menos estrictas. En la década de 2020, algunos conservadores que fueron excluidos de otras plataformas de redes sociales, y sus partidarios, comenzaron a moverse hacia plataformas de tecnología alternativa.

## Galería

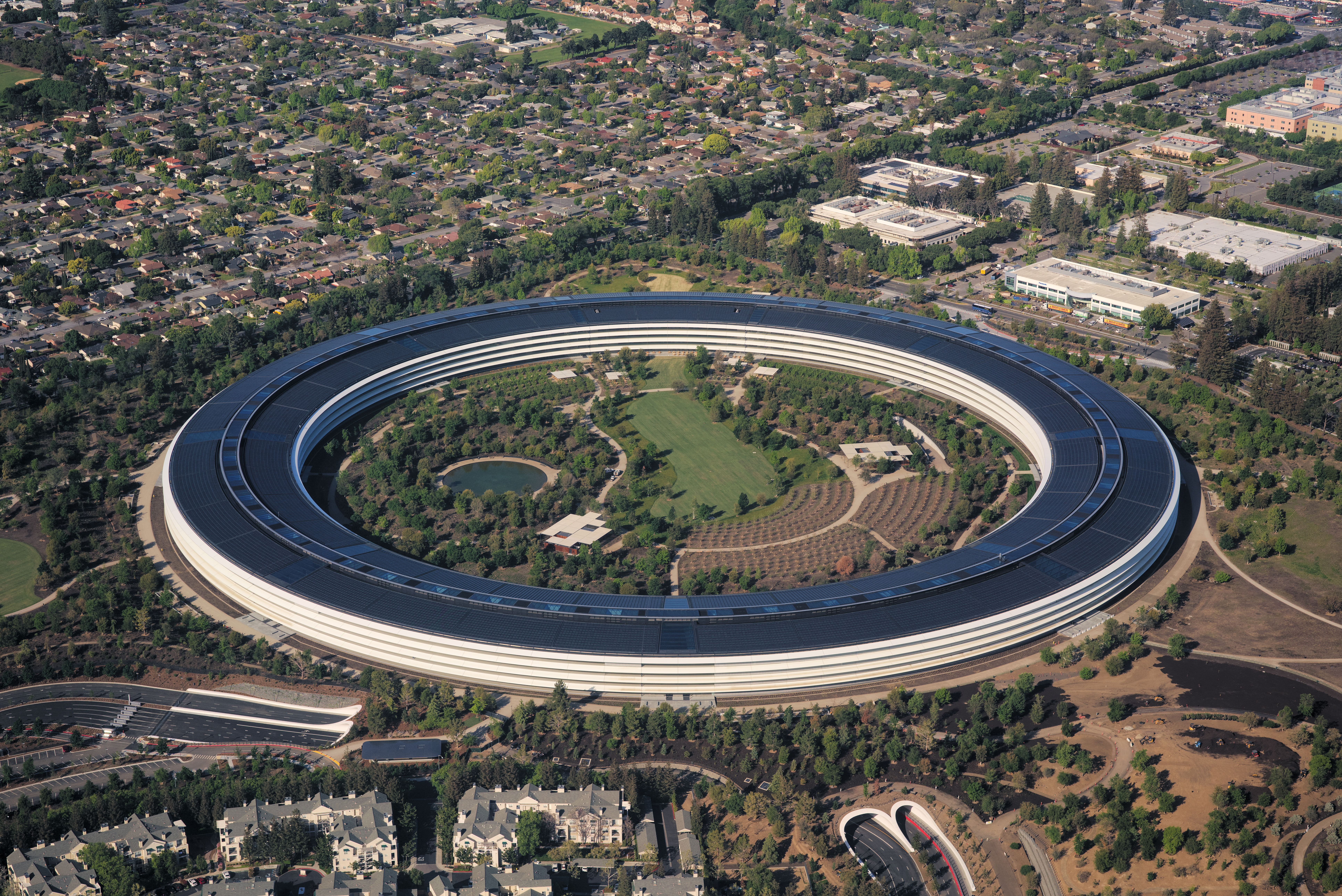
Vista aérea de Apple Park, la sede corporativa de Apple Inc., Cupertino, California
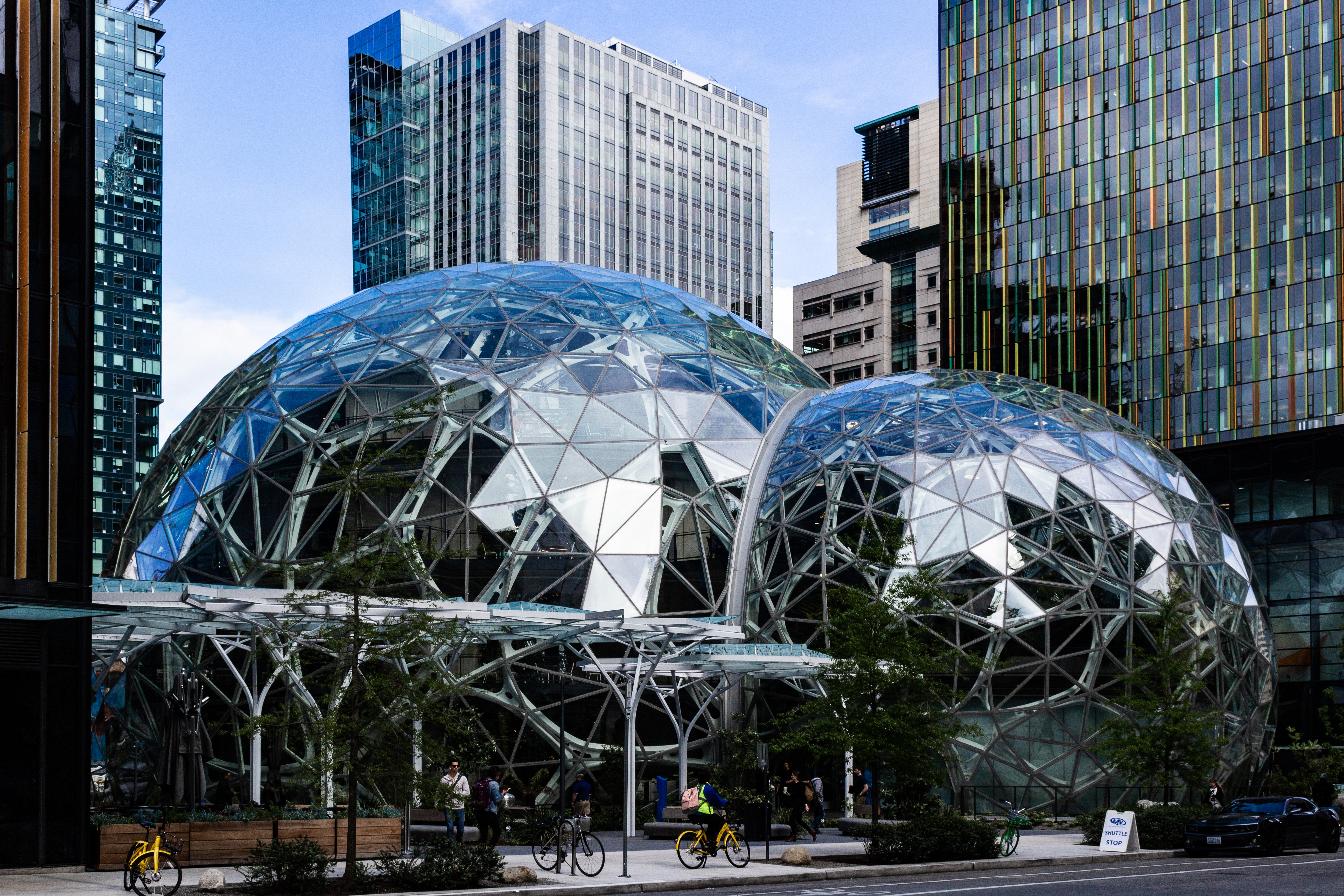
Sede de Amazon, Seattle, Washington
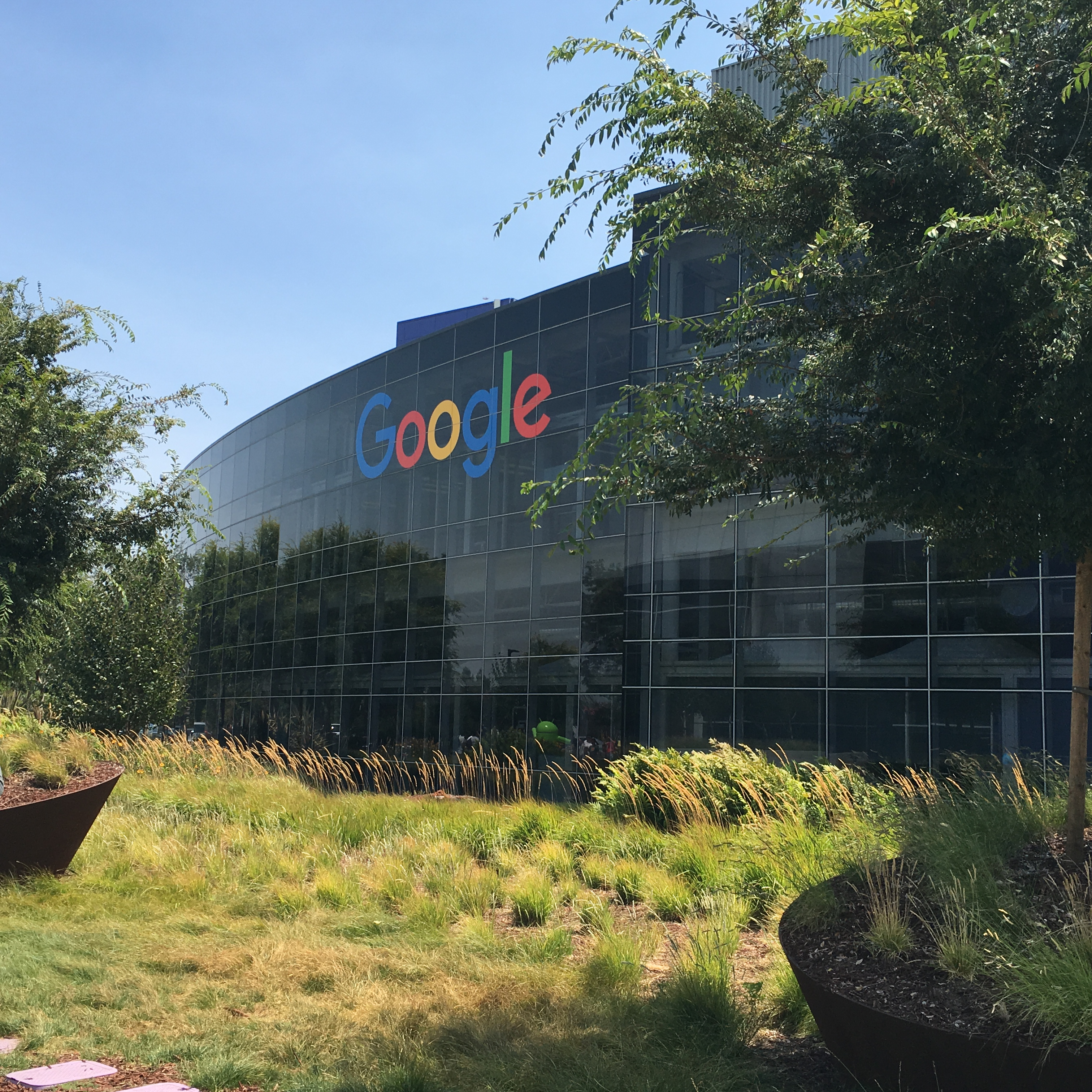
Sede de Alphabet (Google), Mountain View, California
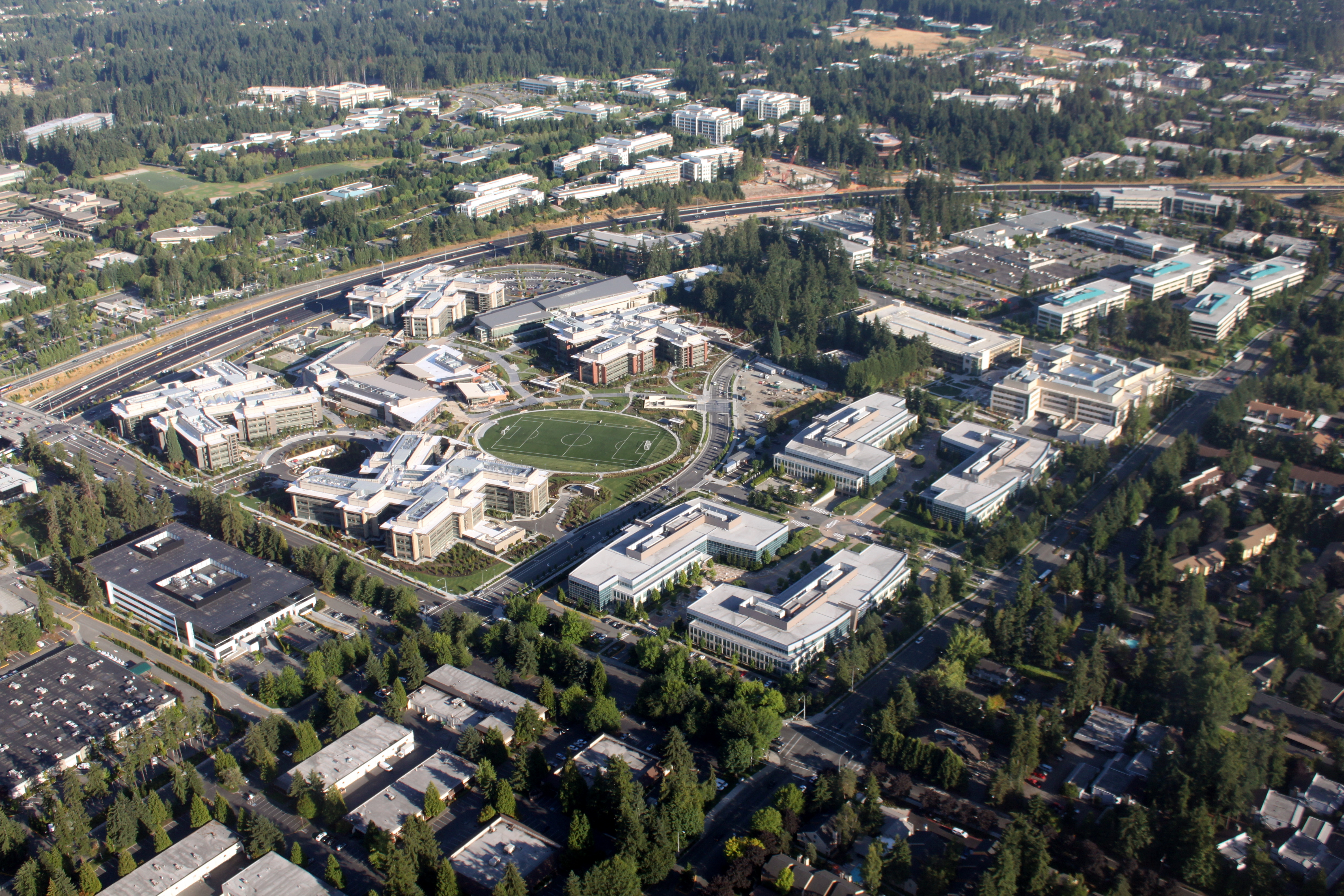
Sede de Microsoft (lado oeste), Redmond, Washington
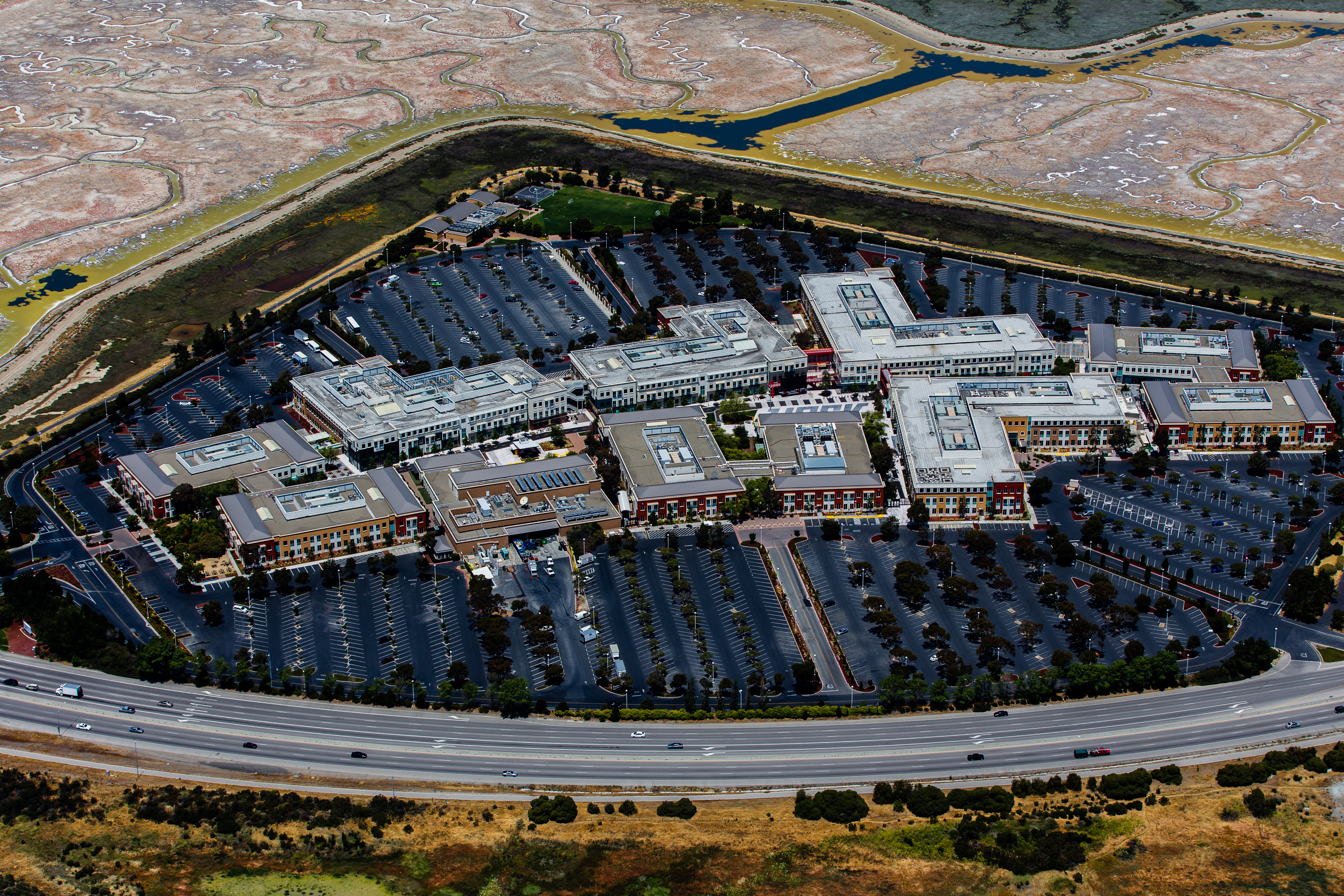
Sede de Facebook, Menlo Park, California